# Bérengère Schuh
Bérengère Schuh (Auxerre, 13 giugno 1984) è un'arciera francese.

## Palmarès
- Giochi olimpici

Pechino 2008: bronzo a squadre femminile.